# Júlia Costa i Coderch
Júlia Costa i Coderch (Barcelona, 24 d'abril de 1948) és una escriptora catalana.
Va néixer i viu al barri del Poble-sec, indret on se situen algunes de les seves novel·les. Mestra jubilada i llicenciada en Humanitats per la UOC,Júlia Costa pertany a les associacions CERHISEC, dedicada a investigar i difondre la història del barri del Poble-sec, el Paral·lel i Montjuïc i Tot Història.
Va treballar a l'empresa Harry Walker mentre estudiava el Batxillerat i Magisteri (pla 1967). Des de l'any 1972 va exercir de mestra a l'Escola Pública a Sant Feliu de Llobregat, Molins de Rei i Abrera. Durant trenta-cinc anys va treballar a L'Hospitalet on es va jubilar, l'any 2008, a l'escola Bernat Desclot. En aquesta ciutat va col·laborar en diferents iniciatives pedagògiques i literàries, 'L'Hospitalet és Escola' i el grup 'Verba'. Durant la dècada dels vuitanta del segle passat va impartir diversos cursos sobre Ciències Socials i Valors a l'Escola a la institució 'Rosa Sensat'. Es va llicenciar en Humanitats a la UOC, formant part del primer curs pilot d'aquests estudis.
Ha publicat les novel·les juvenils: Enmig d'orats i savis (Barcanova, 1993, finalista del Premi Joaquim Ruyra) i Retorn a les boires (Barcanova, 1994). En el camp de la narrativa per a adults ha publicat Ombres (La Magrana, 1994), Rondalla del camí (Publicacions de la UAB, accèssit Premi Pere Calders, 1998), La descomposició de la llum (Omicron, 2007) (premi Olga Xirinacs, La cendra dels anys (Acteon, 2010), El parc i les ombres (Stonberg Editorial, 2019), L'extraordinària vida de Tomeu Valent (Stonberg Editorial, 2021), La Merienda (Stonberg editorial, 2022), primer llibre en castellà. L'any 2023 ha publicat un recull de narracions, algunes de les quals havien estat premiades en diferents certàmens, que porta per títol 'Velles Postals, acolorides a mà', també amb Stonberg.
Com a poeta, ha obtingut el Premi joescric.com amb el recull Indrets i camins (editat el 2005 per aquest portal literari) i ha publicat els llibres de poemes La pols dels carrers (Meteora, 2006) i Les fragils paraules (Ushuaia, 2015). La poesia de Júlia Costa és molt diversa, tant en la forma com en el fons.
Ha rebut els premis Francesc Candel de narrativa, Hilari d'Arenys i Andreu Trias de poesia i ha estat finalista dels premis Sant Jordi i Víctor Català.
Júlia Costa manté diferents blocs de contingut cultural, entre els quals destaquen La panxa del bou, el més popular, Tèrbol atzur, on recull l'aportació femenina a la poesia catalana i Un balcó al Poble-sec. El 2020 va rebre la medalla d'honor de la ciutat de Barcelona, per la seva tasca literària, cívica i veïnal.
La narrativa de l'autora se situa sovint a l'entorn del Paral·lel, el Poble-sec i Montjuïc o en un espai rural mític al volt d'un poble imaginari, Userda.

## Obra
- Enmig d'orats i savis. 1993.
- Ombres. 1994.
- Retorn a les boires. 1994.
- Els tocaboires a l'Hospitalet. 1994.
- Rondalla del camí. 1998.
- Indrets i camins. 2005.
- La pols dels carrers. 2006
- La descomposició de la llum. 2007.
- L'inici del capvespre. 2009
- La cendra dels anys. 2011.
- Les fràgils paraules. 2015.[2]
- El Parc i les Ombres. 2019. Editorial Stonberg.
- L'extraòrdinària vida d'en Tomeu Valent (2021). Editorial Stonberg.
- La Merienda (2022). Editorial Stonberg.
- Velles postals, acolorides a mà (2023). Editorial Stonberg.

## Premis[calcitació]
- Premi Francesc Candel de narrativa històrica.[8]
- Premi de poesia Hilari d'Arenys, amb el recull Passeig.[8]
- Premi Andreu Trias de poesia, 2003.[9]
- Premi de poesia Joescric.com, amb el recull Indrets i camins.
- Premi de poesia Ràdio Molins de Rei.
- Finalista dels premis Sant Jordi, Victor Català i Joaquim Ruyra.[10]
- Premi Olga Xirinacs de novel·la 2006-2007, amb La descomposició de la llum[11].